# Blackfordby
Blackfordby är en by i civil parish Ashby-de-la-Zouch, i distriktet North West Leicestershire i grevskapet Leicestershire i England. Byn är belägen 28,9 km 
från Leicester. Orten har 843 invånare (2015). Blackfordby var en civil parish 1866–1936 när det uppgick i Ashby de la Zouch och Ashby Woulds. Civil parish hade 705 invånare år 1931.